# Ольшанка (гміна Шиплішкі)
Ольшанка (пол. Olszanka) — село в Польщі, у гміні Шиплішки Сувальського повіту Підляського воєводства.
Населення — 46 осіб (2011).
У 1975—1998 роках село належало до Сувальського воєводства.

## Демографія
Демографічна структура станом на 31 березня 2011 року:
|          | Загалом | Допрацездатний вік | Працездатний вік | Постпрацездатний вік |
| -------- | ------- | ------------------ | ---------------- | -------------------- |
| Чоловіки | 24      | 5                  | 17               | 2                    |
| Жінки    | 22      | 3                  | 15               | 4                    |
| Разом    | 46      | 8                  | 32               | 6                    |